# Pleurolabus algoensis
Pleurolabus algoensis es una especie de coleóptero de la familia Attelabidae.

## Distribución geográfica
Habita en Etiopía, Guinea, Mozambique, República Democrática del Congo y Zimbabue.